# Martín Ferrer
Martín Fernando Ferrer Núñez, (Palma de Mallorca, 1 de noviembre de 1973) es un exjugador de baloncesto, que ocupaba la posición de pívot. 

## Biografía
Se formó en las categorías inferiores del Real Madrid, jugando después durante 3 temporadas en el primer equipo. Después se marcharía al Baloncesto León, club donde jugó durante 10 temporadas, convirtiéndose en capitán y emblema del equipo. Tras su retirada permanece en el club en el área técnica. Actualmente es coordinador de la cantera del club.